# ارل دیوی
ارل دیوی (انگلیسی: Earl Davie؛ ۲۵ اکتبر ۱۹۲۷ – ۶ ژوئن ۲۰۲۰) دانشمند در زمینه زیست‌شیمی بود. وی استاد برجسته بیوشیمی در دانشگاه واشینگتن بود. دیوی پروتئین‌های خونی درگیر در انعقاد را مورد مطالعه قرار داد و از نخستین دانشمندانی بود که مراحل فرایند لخته شدن را توصیف می‌کرد. وی عضو آکادمی ملی علوم و همکار آکادمی علوم و علوم آمریکا بود.

## زندگی
دیوی در ۲۵ اکتبر ۱۹۲۷ در تاکوما، واشینگتن متولد شد. وی در لا گراند، واشینگتن بزرگ شد و در دبیرستان ایتونویل ثبت نام کرد. او مدرک کارشناسی را در سال ۱۹۵۰ از دانشگاه واشینگتن دریافت کرد، جایی که در آزمایشگاه استاد بیوشیمی دونالد هاناهان کار کرده بود. وی مدرک دکترا را در سال ۱۹۵۴ به پایان رساند. در طول مطالعات دکترا، دیوی با هانس نورث همکاری کرد تا در مورد ساختار و عملکرد پروتئین بیاموزد.